# 方济各会教堂 (卢塞恩)
方济各会教堂（Franziskanerkirche）位于卢塞恩中心区附近，供奉圣母（St. Maria in der Au）。
该堂由方济各会兴建，他们自13世纪至1838年在卢塞恩设有修道院。